# Nebre
Nebre (även Raneb, Nebra, mer korrekt Hor-Nebre) var horusnamnet på andra faraonen i den andra dynastin som regerade omkring 2830 f. Kr.
Längden på hans regeringstid är inte känd. Turinpapyrusen har inga uppgifter medan Manetho ger honom 39 år vid tronen, vilket förmodligen är en överdrift eller felöversättning av årskrönikor. Baserat på aktuell forskning tros Nebre ha regerat i ca 14 år.

## Familj
Nebre var en son eller bror till Hetepsekhemui. Det är möjligt att Ninetjer var hans son.

## Nebre eller Raneb?
Under en lång tid har egyptologer diskuterat hans horusnamn. Läst som "Nebre" betydelser det Herre över solen eller Herre över dagen. Grunden för detta är att solen inte var "föremål för dyrkan" under andra dynastin. Så det är inte troligt att namnet lästes som "Raneb" vilket betyder Solen är min herre då kungen i denna ställning endast vore en "tjänare till solen".
Som kung och herre över solen är han härskare över solen och följaktligen även över människor. Under tidig dynastisk tid gällde solen som "dagens stjärna" över vilken falkguden Horus härskade. Solen dyrkades inte som en riktig gud förrän under Djoser i början på tredje dynastin. I vilket fall som helst så var han den förste faraonen som införlivade solguden Ra i sitt namn, en tradition som skulle vara i 2000 år.
Nebres namn hittas också på sigillatryck från en stor gånggrift vid Unas pyramid, tillsammans med hans företrädare Hetepsekhemui. Inskrifter har också hittats i Abydos, Giza och framför allt i Sakkara. Hans namn står aldrig ensamt utan alltid tillsammans med Hetepsekhemui eller Ninetjer.
Nära Armant-oasen är finns inskription med Nebres namn, där tecknen på solen och Herren är omvända I Memfis hittades en staty på prästen Redjit med inskriptioner på axeln med namnen på samma tre kungar.

## Identifiering med Weneg
Ett skifferfragment som hittades i Mastaba S3014 vid Sakkara nämner att namnet Weneg i samband med en "Hor wadjet sah"-festival (Resningen av Horuspelarna). Festivalen firades ofta under faraonerna Nebre och Ninetjer och bekräftar en kronologisk närhet mellan Weneg och inledningen av andra dynastin.
Ett vulkaniskt stenfragment från Ninetjer är nyckeln som löser identifieringen med Weneg. Ninetjer är vänd i motsatt riktning från namnet Nebre och dennes palats. Nebres namn är delvis raderat. Noggrann granskning av inskriptionen visar att Ninetjers namn är skrivet över Weneg. Spår av tecknet för planta som användes för att skriva Weneg är urskiljbart liksom de underliga strecken ovanför. Därför måste Ninetjer varit Wenegs efterträdare och originalinskriptionen refererade till Nebres palats och nebtinamnet Weneg vilket innebär att Wenegs horusnamn måste vara Nebre.

## Regeringstid
Som redan nämnts i inledningen är Nebres regeringslängd okänd. Palermostenens fragment föreslår en period på 38-39 år Hetepsekhemui och Nebre tillsammans varifrån två möjligheter finns: antingen härskade båda i 19 år var eller så regerade Hetepsekhemui i 29 år och Nebre i 10 år. Det sistnämnda föredras av majoriteten inom egyptologi.
Tiden under Nebres styre är väldigt diffus. Manetho berättar att Nebre regerade i 39 år och införde dyrkan av Apis, Menevus och Banebdjedet. Detta får egyptologer att ana oråd eftersom det redan fanns en Apis-kult under Adjibs tid och att guden Apis själv bevisligen fanns redan i början av första dynastin.

## Grav
Vissa egyptologer håller Gallerigrav B under Unas-gångbro i Sakkara som Nebres möjliga begravningsplats. Men eftersom den även innehåller inskriptioner tillhörande hans föregångare Hetepskhemui är det snarare tal om att det är hans grav och inte Nebres.

## Titulatur
1. ↑  Jürgen von Beckerath: Handbuch der Ägyptischen Königsnamen. 1984, s. 48–49.
2. ↑  Från en inksription nära Armant, H. A. Winkler: Rock Drawings of Southern Upper Egypt I. Sir Robert Mond Desert Expedition, Season 1936-1937, Preliminary Report I, London 1938, S. 10, pl. 11.4
3. ↑  Med determinativ för en kung.
4. ↑  Regerade enligt Africanus i 39 år.